# 阿道夫·希特勒学校

阿道夫·希特勒学校是党卫队于1937年至1945年在纳粹德国运行的12所全日制学校的统称。学校的目标是向年轻人灌输纳粹党的意识形态。学校招收14至18岁的年轻人，男女同校，其中三所女子学校，其余为男子学校。 学校的入学选拔非常严格；学生是根据他们的身体素质和政治献身精神来选拔的，而非学术能力。 同时，学校的活动侧重于政治灌输，而非学术研究。党卫队经常从这些学校中挑选未来的军官。
注意不要将与1933年希特勒成为德国总理后更名为“阿道夫·希特勒学校”的众多学校混淆，例如马尔堡的马丁·路德学校、海德的维尔纳·海森堡高中、普福尔茨海姆的诺德施塔特学校、科特布斯的保罗·维尔纳高中或弗伦斯堡的歌德学校。
纳粹德国还创办了另一个类似的寄宿学校网络，名为国家政治教育机构。

## 背景
该校的成立基于希特勒青年团领袖巴尔杜尔·冯·席拉赫和罗伯特·莱伊制定的计划。莱伊意图在每个大区建造一座城塞，随后创建整个纳粹党的学校系统，改造国家支持的国有政治教育机构。 但教育部长伯恩哈德·鲁斯特对该计划的抵制导致原项目停滞，直到1941年，阿道夫·希特勒学校才获得德意志劳工阵线的支持。这些学校与同样获得资金支持的NS-Ordensburgen合并，学校结构由希特勒青年团的国家青年领袖（Reichsjugendführer）监督。
应党卫队全国领袖海因里希·希姆莱的要求，某些阿道夫·希特勒学校的部分培训方法被保密。 人们希望学校能为纳粹的教育革命提供一个榜样。

## 选择学生
只有从希特勒青年团选择的学生才能被录取。接下来是在一个营地进行的为期两周的筛选过程，根据包括但不限于以下标准对候选人进行评估：
- 领导才能，例如证明他们在同龄人中表现出色
- 通过种族纯度评估其身体属性，证明其雅利安族谱血统未受非雅利安种族污染
- 医学检查以确保其绝对健康
- 在测试其力量和韧性的比赛中表现出色，例如军队游行，战争游戏，体操，拳击，摔跤和其他勇气的壮举
- 被希特勒青年团领导层严密监控其社会训练，及其在休闲期间的社会适应性[7]

## 历史
第一所学校于1937年4月20日（希特勒48岁生日）在波美拉尼亚克罗辛湖（Pomeranian Crössinsee）开办，尽管希特勒青年团领导层设想建立50所这样的学校，招收超过15,000名学生，但到1943年底，只有10所学校投入运营，在校学生仅有2,027名。与战争努力相关的经济考虑使学校的计划预算紧张。但总体而言，学校的课程完全拒绝了以前的教育理念，具有反传统、反知识、反文理学院和反家长倾向。 虽然学校最初的教育计划旨在彻底改变纳粹德国的学校教育，但事实证明，它只不过是一种对寄宿学校的复制。希特勒青年团领导和Order Fortress教师充当监督员。尽管学校纪律严明，但所有希特勒青年团人员都使用非正式/熟悉的“Du”互相称呼，并且不是大区总督（Gauleiter）监督各自地区的学校，而是希特勒青年团指挥官拥有该权力。
希特勒用以下表达描述了学校的目标：
“我们培养才华横溢的年轻人，他们是广大人民的子孙。工人的儿子、农民的儿子，他们的父母永远无法负担让孩子接受高等教育的费用……后来，他们将加入党，他们将参加奥登斯堡（Ordensburg），他们将占据最高职位。我们有一个看似美妙的目标。我们设想一个国家，每个职位都将由我们人民最能干的儿子担任，无论他来自哪里。在这种状态下，出身并不重要，而表现和能力才是一切。
在这些学校里，作为一项成功标准的学术标准被远远抛弃，历史悠久的课程和教师资格被牺牲，以换取纳粹的承诺。从1941年开始，学校成为“纳粹党的帝国学校”；此后，一些学校被安置在空置的疗养院或其他可用的教会学校中，并且停止了严格的地区性学生分配制度，反而录取了来自纳粹占领区的说德语的学生。该学校试图证明自己是“最优秀的”行为掩盖了教育上的成功，但尽管如此，学生们还是获得了文凭，从该类学校入学，教育部认证的学生仍然可以上大学。一些毕业生在the Children's Country Evacuation中担任领导职务。学校的部分培训显著地保留了军事要素，旨在为学校毕业生未来在纳粹军事机构担任职责，这种训练直到第三帝国灭亡。

### 引用
1. 1 2 3  Botwinick 2001，第106頁.
2. 1 2  Kater 2004，第48頁.
3. ↑  Zentner & Bedürftig 1991，第5頁.
4. ↑  Zentner & Bedürftig 1991，第5–7頁.
5. 1 2 3  Zentner & Bedürftig 1991，第7頁.
6. ↑  Botwinick 2001，第166頁.
7. ↑  Pine 2010，第81頁.
8. ↑  Kater 2004，第48–49頁.
9. ↑  Pine 2010，第80頁.
10. ↑  Kater 2004，第49–50頁.
11. 1 2 3  Zentner & Bedürftig 1991，第8頁.
12. ↑  Kater 2004，第176頁.